# Economia della Germania nazista

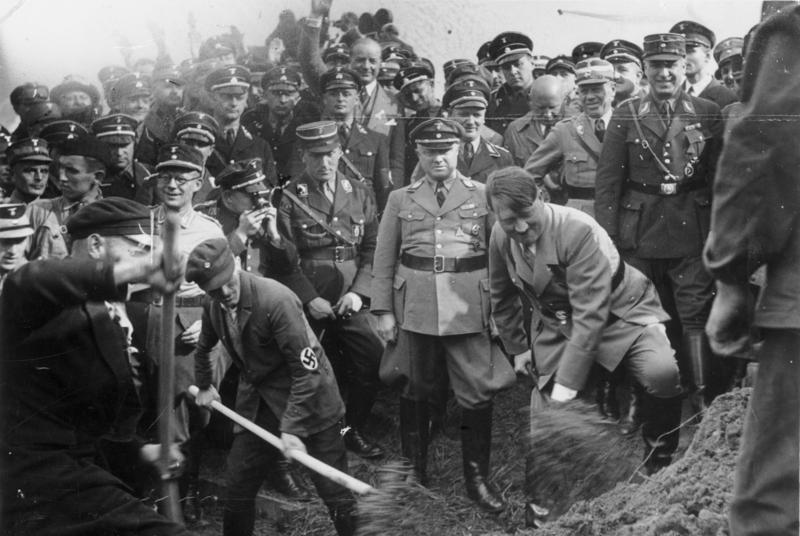
Immagine di propaganda in cui Hitler inaugurò un nuovo tratto della rete autostradale della Reichsautobahn, nel 1933

L'economia della Germania nazista ebbe, fra il 1933 ed il 1939, un notevole fattore di sviluppo nella politica del regime di Hitler tesa al riarmo oltre che nella serie di opere pubbliche attuate, con conseguenze positive per il riassorbimento della disoccupazione. L'economia nazionalsocialista si salda sulla base dei principi dell'economia keynesiana, autarchici, imperialistici e collettivisti. I notevoli progressi economici costituirono una concausa importante dell'ampio consenso politico del popolo tedesco a favore del nazionalsocialismo.
I grandi cartelli industriali e il grande capitale monopolistico mantennero saldamente il controllo del mercato, dalla produzione alla vendita delle merci grazie all'intervento del regime, asservendo il tutto ai propri scopi. In tale periodo venne particolarmente potenziata la grande industria. Un settore chiave fu quello siderurgico, dove vennero create grosse industrie pubbliche.

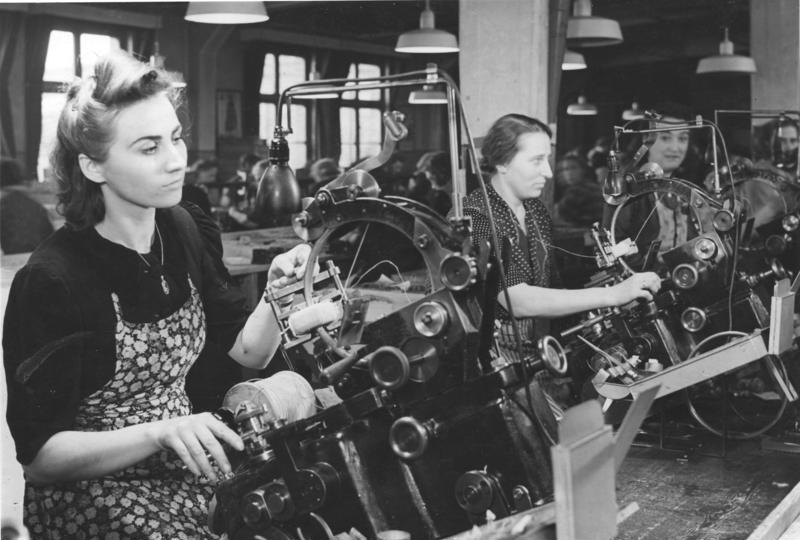
Una giovane francese costretta a lavorare per l'industria degli armamenti tedesca nel reparto di produzione di bobine della Siemenswerke di Berlino

## Economia di guerra
Le spese per il riarmo fin dal 1933 avevano avuto un certo peso nei bilanci dello Stato, ma a partire dal 1936 esse divennero assolutamente fuori controllo. Bisognava preparare il Paese alla guerra. In principio Hitler incaricò Göring di coordinare i programmi per rendere l'economia tedesca autosufficiente rispetto alle importazioni dall'estero e di sovraintendere alla distribuzione di fondi, materie prime e mano d'opera al fine di raggiungere gli obiettivi di riarmo stabiliti dalle diverse forze armate. Tali obiettivi non erano stati ancora conseguiti quando, nel 1939, scoppiò la guerra. Le conquiste del periodo 1939-1941 non furono inizialmente sfruttate a pieno dalla macchina bellica del Terzo Reich: infatti i gerarchi nazisti esitavano a comprimere ulteriormente la produzione di beni di consumo a favore della produzione di armi, temendo che ciò avrebbe diffuso il malcontento tra i lavoratori fino a determinare il crollo del fronte interno (come era già accaduto negli ultimi mesi della prima guerra mondiale). Solo lo shock determinato dalle sconfitte in Russia e nel Mediterraneo indusse il regime, a partire dal 1943, a mobilitare l'intera economia del Reich alla guerra. Burocrati come Todt e Speer ottennero nell'ultimo periodo della guerra un aumento senza precedenti della produzione di armi, grazie al saccheggio sistematico delle materie prime dei Paesi occupati e all'impiego di milioni di lavoratori deportati da tutta l'Europa e schiavizzati. Tali risultati sono ancora più impressionanti se teniamo conto del bombardamento sistematico dei centri industriali tedeschi e delle infrastrutture stradali e ferroviarie attuate dall'aviazione anglo-americana. Nonostante i buoni risultati, gli Alleati - e gli Stati Uniti in particolare - riuscirono a produrre molte più armi della Germania nazista e questo decise le sorti della guerra.

## Politica salariale
All'aumento dei profitti e della produzione non corrispose un pari aumento dei salari dei lavoratori, mentre gli orari ed i ritmi di lavoro ebbero un forte incremento.
La dinamica salariale non seguì quella del costo della vita, con la conseguenza che il tenore di vita degli operai subì un progressivo peggioramento. A partire dal 1943 tale peggioramento divenne inarrestabile a causa del trasferimento di manodopera e materie prime dall'industria leggera legata ai beni di consumo all'industria bellica. Solo il pieno successo occupazionale fu uno dei punti di forza del nazismo e ciò concorse alla costruzione dell'ampio consenso popolare verso il regime nei primi anni della dittatura.

## Politica agricola
Nel settore agricolo, come in quello industriale, il nazismo non attuò le grandi riforme promesse inizialmente per attirare il consenso delle masse, venendo meno così al proprio programma politico originario.
Il nazismo, analogamente al fascismo italiano, esaltò propagandisticamente e in maniera strumentale il mondo contadino, esaltandone l'autenticità e l'attaccamento ai costumi tradizionali. La parola d'ordine nazista, in campo agricolo, fu: il massimo impegno per realizzare l'autonomia alimentare del paese, anche se l'autonomia in questo settore costituiva un obiettivo non raggiungibile a causa della rapporto negativo fra la popolazione e le risorse agricole del territorio.
Al contempo il regime mobilitò maggiori risorse verso l'industria piuttosto che verso l'agricoltura, mentre aumentavano continuamente le importazioni di derrate alimentari dall'Europa sud-orientale. Difficile dire se una vittoria sull'Unione Sovietica durante la seconda guerra mondiale avrebbe cambiato le cose. Il "Grande piano Oriente" sviluppato in segreto dalle SS prevedeva l'annientamento della maggior parte dei polacchi e degli ucraini, che entro il 1952 sarebbero stati sostituiti con 20 milioni di coloni (ovvero contadini-soldati) di razza ariana. Tuttavia gli sviluppi negativi del conflitto a partire dal 1943 resero questi progetti irrealizzabili.

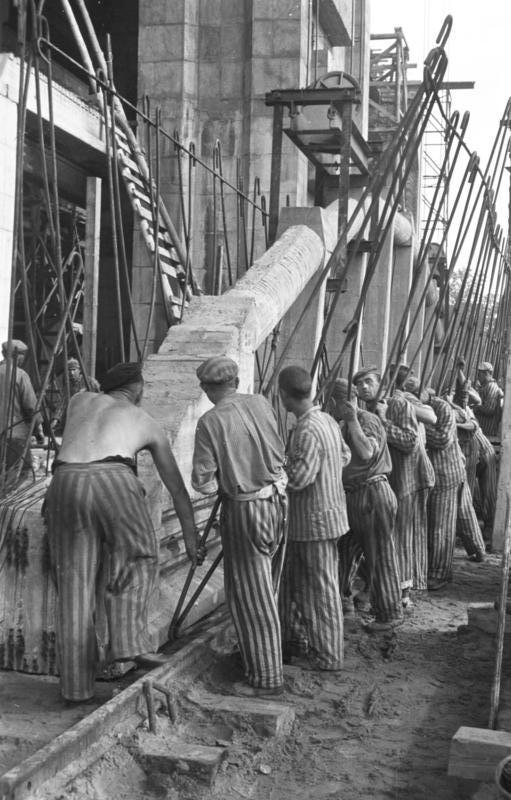
La forza lavoro dei prigionieri nella costruzione della fabbrica di sottomarini Valentin per gli U-Boot, nel 1944

## Politica sindacale
Il nazismo, una volta conquistato il potere, si pose come obiettivo il riarmo della Germania in previsione di un nuovo conflitto mondiale. A tale scopo ogni spazio di libertà doveva essere compresso e regolato a partire dal vitale settore dei rapporti di lavoro.
Tutte le organizzazioni dei lavoratori furono chiuse, tranne quelle naziste che però non avevano nessuna autonomia dovendo eseguire ordini che venivano dalle alte gerarchie del Partito. Anche il diritto di sciopero fu vietato. Gli industriali tedeschi imposero, nell'ambito degli obiettivi del regime, un rapporto fra le parti sociali di tipo paternalistico-autoritario, nella misura in cui il licenziamento fosse vietato.
I lavoratori, a seguito dell'apposita legge del 15 marzo 1934 e delle disposizioni successive, del 1935, potevano essere destinati a posti diversi di lavoro secondo la volontà delle autorità. Fu eliminata la possibilità per i lavoratori della libera scelta del lavoro e fu istituito, il 26 giugno 1935, il lavoro obbligatorio per tutti i giovani con un'età compresa fra i 18 ed i 25 anni.
Per combattere la disoccupazione vennero avviati grandi lavori pubblici - autostrade, linee metropolitane, palazzi governativi - con i quali lo Stato assorbì ben presto molta della manodopera disponibile. La reintroduzione della leva obbligatoria fece il resto.
L'intervento del regime nella vita privata dei giovani, lavoratori e non, fu pervasivo al fine di inserirli nelle strutture naziste e orientarli ideologicamente, secondo un principio totalitario. A tale scopo fu creata l'istituzione Kraft durch Freude, che organizzava e regolava il tempo libero e le ferie dei giovani, controllandone e indirizzandone lo svago e lo sport.
L'introduzione di politiche sociali e la proclamazione del 1º maggio come Festa del lavoro dimostrano tuttavia come il regime nazista fosse attento allo stato d'animo degli operai tedeschi. Alcuni studi dimostrano come l'ambita iscrizione al NSDAP - che a partire dalla nomina di Hitler a cancelliere del Reich nel 1933 avveniva per cooptazione - fosse più semplice per gli operai che non per altre categorie, al punto da cambiare la composizione sociale degli iscritti al partito nazista nel periodo tra il 1933 e il 1939.

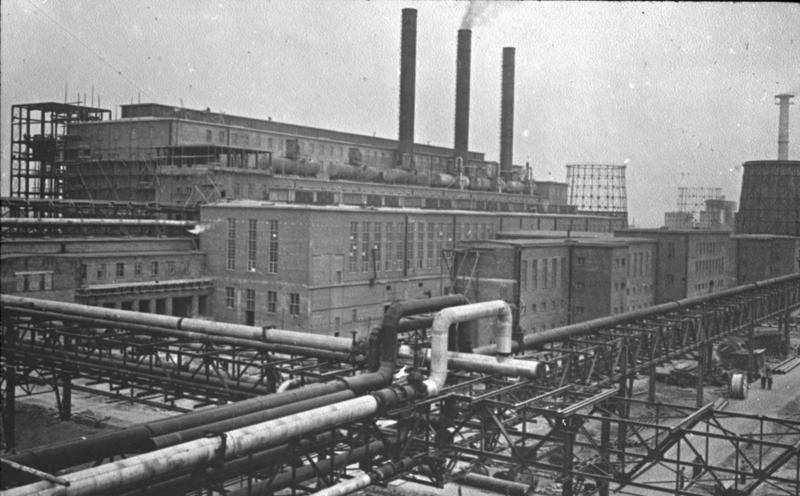
Campo di concentramento di Monowitz Buna-Werke (Auschwitz III)

## Politica industriale
Il nazismo dipendeva in modo totale dalla grande industria (soprattutto metallurgica e chimica) per i propri progetti di riarmo. Nel 1934 con la cosiddetta "notte dei lunghi coltelli" vi fu l'epurazione violenta dei fautori di un'ulteriore socializzazione dell'economia facenti capo ad Ernst Röhm, rassicurando il ceto industriale di non procedere con la nazionalizzazione delle loro industrie, a patto però di un loro asservimento ai progetti nazionalsocialisti. Il nazismo soppresse il diritto di sciopero e ogni forma di organizzazione sindacale all'interno delle fabbriche, riportando l'orario di lavoro settimanale a 40 ore (divise in 5 giorni lavorativi uguali a 8 ore al giorno di lavoro).
Per evitare la concorrenza fra industrie dello stesso ramo produttivo, il governo nazista rese obbligatoria la concentrazione industriale, sciolse le piccole e medie società e vietò che se ne formassero delle altre, a meno che non lavorassero esclusivamente su commissione per le grandi industrie, così come per la realtà artigianale. Inoltre vennero prese misure per la parziale detassazione degli utili reinvestiti in settori "approvati" dallo Stato (ovvero nell'industria bellica). Il protezionismo prima e l'autarchia in seguito crearono un mercato chiuso in cui tutta la realtà produttiva era indirizzata e finalizzata alla produzione di beni per lo Stato e / o per il consumatore tedesco.

## Politica economica e monetaria
Il principio fondante di tutto l'hitlerismo è stata la costruzione della Grande Germania (Grossdeutsches Reich) e del suo "spazio vitale" (Lebensraum): a quest'idea tutto andava sottomesso, compresa l'economia. Tuttavia quando Hitler salì al potere nel gennaio 1933 le condizioni economiche della Germania erano disastrose: il 20% della forza lavoro (circa 7 milioni di persone) disoccupate ed al limite della soglia della malnutrizione, la cui causa era la deflazione seguita alla crisi del 1929 con il conseguente ritiro dei capitali americani dalla Germania nonostante il piano Dawes ed il piano Young. Il tutto era inoltre accentuato dal rigore depressivo dell'allora vigente gold standard. Le riserve auree della Reichsbank erano ridotte ad appena 200 tonnellate. Hitler si affidò al Ministro delle Finanze, Hjalmar Schacht, per ottenere quello che non esitava a definire "un miracolo": il riassorbimento della disoccupazione, l'eliminazione della deflazione (che fu combattuta con una cambiale di Stato, il Mefo, usata quale moneta alternativa per le commesse industriali tra Stato ed industrie e tra industrie) e il miglioramento delle condizioni di vita della popolazione, evitando nel contempo l'iperinflazione. Ciò fu ottenuto grazie a un piano di grandi opere pubbliche, a enormi investimenti nella produzione di armi e ad uno sfruttamento criminale di manodopera ridotta sostanzialmente a schiavitù. Queste misure rimisero in moto le grandi industrie manifatturiere e consentirono la ripresa del mercato interno.
L'export tedesco fu affetto per tutti gli anni '30 da una cronica debolezza determinata soprattutto dalla sopravvalutazione del marco rispetto alle maggiori valute mondiali. A questa debolezza si cercò di rimediare con i mezzi più diversi, uno dei quali fu un complesso sistema di sovvenzionamento alle esportazioni, finanziato a partire dal 1935 tramite una tassa imposta all'economia secondaria (Exportumlage auf die gewerbliche Wirtschaft). A partire dal 1933 il Ministero degli Esteri tedesco sottoscrisse una serie di accordi bilaterali con altri Paesi, soprattutto quelli dell'Europa sud-orientale, che regolavano il commercio estero sulla base del clearing. In pratica questi paesi fornivano derrate alimentari e materie prime al Reich, che a sua volta esportava manufatti finiti (soprattutto armi e macchine utensili). Per funzionare, il saldo doveva essere pari a zero, ma in pratica il Reich costrinse i deboli partner commerciali ad accettare che la Germania accumulasse forti debiti di clearing non pagati. Il sistema del clearing era pensato per evitare la fuoriuscita di valuta dai propri confini: si trattava, di fatto, di un'economia di baratto. I governi dei Paesi dell'Europa sudorientale (e anche l'Italia) non si resero mai pienamente conto che questo sistema subordinava sempre di più le economie nazionali agli interessi economici della Germania nazista: infatti più esse esportavano in Germania e più dovevano importare dalla Germania, anche se si trattava di prodotti di cui non avevano necessità; ma al tempo stesso la quantità di prodotti esportati verso i cosiddetti "paesi a valuta libera" diminuiva di anno in anno, rendendo impossibile l'acquisizione della valuta estera necessaria per importare da altri paesi. Questo schema economico negli anni 1940-45 sarebbe stato imposto a tutta l'Europa occupata, con la creazione del clearing multilaterale europeo.
Fu così che la Germania divenne la potenza egemone d'Europa ben prima che le armate di Hitler la occupassero in gran parte. Infatti già a metà degli anni trenta la Germania era responsabile di oltre la metà di tutto l'import-export dell'Europa sudorientale. L'annessione dell'Austria, nel 1938, aggiunse anche l'arma finanziaria all'ingegnoso sistema ideato da Schacht poiché le banche viennesi erano, fin dal tempo dell'impero asburgico, le principali intermediarie del credito nell'Europa sudorientale. Ma i produttori tedeschi guadagnarono larghe fette di mercato anche al di fuori dei confini europei: per esempio nel Medio Oriente e nell'America latina. Il miraggio degli accordi di clearing proposti dalla Germania fu essenziale nel causare le crisi internazionali che, alla fine degli anni trenta, portarono il Messico e il Venezuela a nazionalizzare l'industria petrolifera. Si comprende quindi come l'economia nazista fosse essa stessa un potente fattore di destabilizzazione dell'ordine mondiale al pari della politica espansionista: di questo tutte le parti in causa erano pienamente convinte. Un episodio poco conosciuto lo dimostra. Nell'aprile 1939, quando ancora pareva possibile un accordo generale che evitasse la guerra, la diplomazia britannica fece arrivare alla Germania l'offerta ufficiosa - perché trasmessa per mezzo di uomini d'affari anziché di diplomatici - di un prestito a lunga scadenza e a tassi d'interesse straordinariamente bassi di 1 miliardo di dollari per la riconversione industriale dalla produzione di mezzi bellici alla produzione di beni di consumo: in cambio si chiedeva alla Germania di rinunciare all'occupazione militare della Cecoslovacchia (avvenuta appena un mese prima) e ad ogni politica espansionista ai danni dei propri vicini. Tale proposta, se accettata, avrebbe riportato il Terzo Reich nell'ambito dei paesi capitalistici. La proposta avanzata dall'Inghilterra infatti mirava a normalizzare la Germania, per farne un partner nell'orbita di una eventuale riaffermata egemonia britannica (quello inglese era all'epoca l'unico impero coloniale globale, più esteso anche di quello francese). Affinché una istituzione come il clearing, che fosse basata sul baratto o invece sull'intermediazione finanziaria, funzionasse quale riequilibratore dei surplus e dei deficit tra i diversi Paesi, essa doveva concepirsi governata da un'Autorità terza rispetto ai diversi Stati per la regolazione del computo "dare/avere". Ad una tale istituzione pensò Keynes durante la conferenza di Bretton Woods nel 1944. Essa avrebbe dovuto avere come strumento di conto una moneta virtuale, il "bancor", diversa dalle monete dei vari Paesi aderenti agli accordi. L'idea fu invece deviata dagli Stati Uniti che imposero come moneta di scambio internazionale il dollaro, ergendosi così a creditori dell'economia mondiale, almeno di quella occidentale.
A dispetto di questi sorprendenti risultati, neppure il clearing era sufficiente a finanziare l'immane sforzo del riarmo voluto da Hitler, date le limitate scorte di valuta estera e di oro della Reichsbank. Infatti, nonostante l'attenzione del ministro Schacht, nel 1936 tali riserve si erano ormai azzerate. Le opzioni, a questo punto, erano solo due: interrompere la corsa al riarmo e porre fine alla politica estera espansionista; oppure saccheggiare i deboli vicini della Germania per mezzo di rapide guerre di conquista. I leader nazisti si gettarono avanti: l'Austria fu occupata nell'aprile del '38 e la Cecoslovacchia nel marzo del '39 senza nemmeno sparare un colpo di fucile; la Polonia fu sconfitta con una guerra lampo di quattro settimane nel settembre di questo stesso anno.

## Relazioni commerciali con l'estero
Negli anni '30 i prezzi mondiali delle materie prime (che costituivano la maggior parte delle importazioni tedesche) erano in aumento. Allo stesso tempo, i prezzi mondiali dei manufatti (le principali esportazioni della Germania) stavano diminuendo. Il risultato fu che la Germania trovò sempre più difficile mantenere la bilancia dei pagamenti. Un grande deficit commerciale sembrava quasi inevitabile. La Germania quindi iniziò ad allontanarsi dal commercio parzialmente libero in direzione dell'autosufficienza economica. Hitler era consapevole del fatto che la Germania mancava di riserve di materie prime e la piena autarchia era quindi impossibile. Così scelse un approccio diverso. Il governo nazista cercò di limitare il numero dei suoi partner commerciali e, quando possibile, commerciare solo con paesi all'interno della sfera di influenza tedesca. Durante gli anni '30 furono firmati numerosi accordi commerciali bilaterali tra la Germania e altri paesi europei (principalmente paesi situati nell'Europa meridionale e sud-orientale). Il governo tedesco ha fortemente incoraggiato il commercio con questi paesi, ma ha fortemente scoraggiato il commercio con tutti gli altri.
Alla fine degli anni '30, gli obiettivi della politica commerciale tedesca erano di usare il potere economico e politico per rendere i paesi dell'Europa meridionale e dei Balcani dipendenti dalla Germania. L'economia tedesca avrebbe tratto le sue materie prime da quella regione e i paesi in questione avrebbero ricevuto manufatti tedeschi. La Germania sfruttò anche rapporti commerciali produttivi con Spagna, Svizzera e Svezia in aree che vanno dalle importazioni di minerale di ferro e servizi di compensazione e pagamento. Per tutti gli anni '30, le imprese tedesche furono anche incoraggiate a formare cartelli, monopoli e oligopoli, i cui interessi erano poi protetti dallo stato.